# Kulturhoheit der Länder
Als Kulturhoheit der Länder bezeichnet man die primäre Zuständigkeit der deutschen Bundesländer bezüglich der Gesetzgebung und Verwaltung auf dem Gebiet der Kultur, also insbesondere die Zuständigkeit für Sprache, Schul- und Hochschulwesen, Bildung, Rundfunk, Fernsehen und Kunst.
Die Kulturhoheit der Länder ergibt sich im deutschen Föderalismus aus der Kompetenzvermutung des Grundgesetzes (Artikel 70 Abs. 1 GG ist lex specialis zu Artikel 30 GG): Für Gegenstände, die nicht ausdrücklich als Kompetenztitel dem Bund zugewiesen werden, sind die Länder zuständig. Nach der Rechtsprechung des Bundesverfassungsgerichts ist die Kulturhoheit das „Kernstück der Eigenstaatlichkeit der Länder“. Man spricht auch von Kulturföderalismus – dieser Begriff ist allerdings staatsrechtlich problematisch, da im Bereich der Kulturhoheit gerade das für die Bundesrepublik Deutschland typische System des Föderalismus über das übliche Maß der Subsidiarität hinaus durchbrochen ist und die einzelnen Länder (in diesem Bereich ist auch die Bezeichnung Bundesländer unzutreffend) auf Basis originärer eigener, weitgehend souveräner Staatlichkeit fungieren; der Bund verfügt in diesem Bereich über seinen eigenen notwendigen Regelungsbedarf hinaus über keine Kompetenzen (siehe auch: Amtssprachen innerhalb Deutschlands).
Die Länder erhielten 1949 durch das Grundgesetz eine Kulturhoheit, wie sie sie bereits in der Weimarer Republik innehatten. Zugleich steht die verfassungsrechtliche Entwicklung zur föderalen und kommunalen Kulturhoheit im Zusammenhang mit Auflagen der Alliierten zur kulturpolitischen Verantwortung des Staates.